# Liege Lord
Liege Lord ist eine US-amerikanische Power- und Speed-Metal-Band aus Stamford, Connecticut, die im Jahr 1982 unter dem Namen Deceiver gegründet wurde und sich 1990 auflöste. Im Jahr 2000 fand die Band für einen Auftritt auf dem Wacken Open Air wieder zusammen und tritt seit 2013 wieder regelmäßig auf.

## Geschichte
Die Band wurde im Jahr 1982 unter dem Namen Deceiver, benannt nach dem gleichnamigen Judas-Priest-Song, gegründet. Im Folgejahr nannte sich die Gruppe dann in Liege Lord um. Es folgte eine erste EP über Ironworks Records. Die Gruppe erreichte einen Vertrag bei Black Dragon Records, nachdem die Band von Christian Logue (Savage Grace) dem Label empfohlen wurde. Im Jahr 1985 erschien hierüber das Debütalbum Freedom’s Rise, wobei der Tonträger in Amerika auch bei Ironworks Records erschien. Das Album erreichte Rezensionen diversen Musikzeitschriften wie Rock Hard, Metal Hammer und Kerrang. Kurz vor der Veröffentlichung des zweiten Albums trennte sich Black Dragon Records von der Band wieder, sodass die Single Warrior's Farewell bei Ironworks Records erschien. Die Band bestand zu dieser Zeit aus Bassist Matt Vinci, Gitarrist Tony Truglio, Schlagzeuger Frank Cortese, Sänger Andy Michaud und Gitarrist Pete McCarthy. McCarthy verließ kurz darauf die Band und wurde durch Paul Nelson ersetzt. Brian Slagel, Geschäftsführer von Metal Blade Records, wurde auf die Band aufmerksam und nahm sie unter Vertrag. Im Jahr 1987 folgte mit Burn to My Touch das zweite Album, welches von Joe Bouchard (Blue Öyster Cult) produziert wurde. Der Veröffentlichung folgten Auftritte zusammen mit Talas, Fates Warning, Chastain, Avenger, Sacred Reich, Raven, Anvil, Overkill, Megadeth, Exodus, Malice und Anthrax. Das Lied Legend vom Album Burn to My Touch war auf der Kompilation The Best of Metal Blade Volume 3 im Jahr 1988 enthalten. Auf dem Tonträger waren zudem noch Künstler wie Slayer, Lizzy Borden, Trouble, Fates Warning und Nasty Savage enthalten. Danach folgten weitere Auftritte zusammen mit Savatage, Megadeth, Exodus, Flotsam and Jetsam und Death. Im Jahr 1988 kam Joe Comeau als neuer Sänger zur Band, woraufhin das nächste Album Master Control über Metal Blade Records erschien, das von Terry Date (Pantera, Deftones) produziert wurde. Der Veröffentlichung folgten zwei nationale Touren mit Auftritten in jedem Staat. Die erste Tour fand zusammen mit Anvil statt, wobei anfangs Motörhead hierfür vorgesehen war, während die zweite mit Candlemass abgehalten wurde. Im Jahr 1990 löste sich die Band dann auf. Im Jahr 2000 fand die Band für einen Auftritt auf dem Wacken Open Air wieder zusammen. Im Jahr 2013 fand die Band wieder zusammen, um auf dem Keep It True zu spielen. Als neue Mitglieder waren nun Gitarrist Danny Wacker und Schlagzeuger Frank Gilchriest (Virgin Steele, Riot) in der Band.

## Stil
Die Band gilt als wichtige Gruppe des Power Metal, wobei vor allem das erste Album Freedom’s Rise als „Meilenstein“ bezeichnet wird. Auf dem zweiten Album Burn to My Touch zeigte sich die Band weniger episch und melodisch, dafür jedoch abwechslungsreicher und weiterhin anspruchsvoll im Spiel der Instrumente. Auch Master Control wird als „vergessene Perle“ beschrieben, wobei Lieder wie Suspicion klanglich stark an Iron Maiden erinnern.

## Diskografie
- 1985: Demo (Demo, Eigenveröffentlichung)
- 1985: The Prodigy / Demo Album (Demo, Ironworks Records)
- 1985: Freedom’s Rise (Album, Black Dragon Records)
- 1987: Warrior's Farewell (Single, Ironworks Records)
- 1987: Black Lit Lights (Single, Metal Blade Records)
- 1987: Burn to My Touch (Album, Metal Blade Records)
- 1988: Master Control (Album, Metal Blade Records)